# Vera Begić
Vera Begić, född 17 mars 1982, är en friidrottare från Kroatien. Hon deltog vid olympiska sommarspelen 2004 och olympiska sommarspelen 2008.